# 高原湖泊
高原湖泊是对那些海拔相对较高的湖泊之模糊定义，与一般湖泊相比，高原湖泊一般是咸水湖，地质构造上一般是构造湖，而且内流区的高原湖泊一般是该区河流的终点，即内流湖，世界最大的高原湖泊群是青藏高原湖泊区。

## 名湖概览
- 伊塞克湖，有暖湖的别称。
- 的的喀喀湖，是世界上海拔最高的大船可通航之湖泊。
- 大盐湖
- 青海湖，中国第一大湖。
- 纳木错